# マール (ニーダーザクセン)
マール (ドイツ語: Marl) は、ドイツ連邦共和国ニーダーザクセン州ディープホルツ郡の町村（以下、本項では便宜上「町」と記述する）である。

## 地理

### 位置
マールは、オスナブリュックとブレーメンとの間、デュンマー湖に近いデュンマー自然公園内に位置している。この町は、レムフェルデに行政機関を置くザムトゲマインデ・アルテス・アムト・レムフェルデに属している。フンテ川近くの部分を除いて、海抜 39 メートルの土地は、周囲と比較して高い位置にある。マールの紋章に描かれた黄色い丘はマールラー・ヘーエを象徴している。

### 気候
北海からの湿った北西風の影響で穏やかな海洋性気候である。マールの長期平均気温は 8.5℃から 9.0℃、年間降水量はおよそ 700 mm である。5月から8月までの間に平均20日から25日の夏日（最高気温が25℃を上回る日）がある。

## 歴史
この町は1140年に初めて文献に記録されている。

## 行政

### 議会
マールの町議会は9議席からなる。

### 首長
2016年からハルトムート・ヘンケが名誉職の町長を務めている。
過去の町長:
- 1991年 - 2016年: ルートヴィヒ・ヴィークマン
- 2016年 - : ハルトムート・ヘンケ

### 紋章
図柄: 青地。基部は金色の丘。その中に赤い爪と赤い舌を見せて歩む青い獅子。丘の上に金色の鐘楼。その左右を2枚ずつ落ちた金色のセイヨウボダイジュの葉。
この紋章には、青地に黄色い塔の周りに4枚の黄色のセイヨウボダイジュの葉が描かれている。これはマールのティー広場を象徴している。そこには火災の警報を知らせる半鐘が備えられている。この半鐘は4本のシヨウボダイジュの木に囲まれている。下部に描かれた黄色い丘（地理の節参照）の青い獅子は、ディープホルツ郡に属していることを示している。これはこの地域にいくつかの土地を有していたグラーデベック伯の紋章である。

## 文化と見所

### 建築
マールの建造文化財リストには12件の建造物が登録されている。

## 経済と社会資本

### 交通
町内を連邦道 B51号線（ブレーメン - ディープホルツ - オスナブリュック）が通っている。